# Equilibrio secuencial
Un Equilibrio secuencial es un refinamiento del equilibrio de Nash para juegos en forma extensiva por David M. Kreps y Wilson B. Robert. Un equilibrio secuencial no sólo especifica una estrategia para cada uno de los jugadores, sino también una creencia para cada uno de los jugadores. Una creencia dada para cada conjunto de información del juego que pertenece al jugador, una distribución de probabilidad sobre los nodos en el conjunto de información . Un perfil de estrategias y creencias se llama una evaluación para el juego. Informalmente hablando, una evaluación es un equilibrio secuencial si sus estrategias son sensibles debido a sus creencias y sus creencias son razonables dadas sus estrategias.

## Evaluaciones consistentes
La definición formal de una estrategia dada una creencia es sencilla, la estrategia debería simplemente maximizar pago esperado en cada conjunto de información. También es fácil de definir lo que una creencia sensata debería ser, de esos conjuntos de información que se alcanzan con probabilidad positiva dadas las estrategias; las creencias debe ser la distribución de probabilidad condicional en los nodos del conjunto de información, dado que se alcanza. Esto implica la aplicación de la regla de Bayes.
Está lejos de ser sencillo definir lo que es una creencia razonable debe ser para los conjuntos de información que se alcanzan con probabilidad cero, teniendo en cuenta las estrategias. De hecho, esta es la principal contribución conceptual de Kreps y Wilson. Su requisito de coherencia es la siguiente: La evaluación debe ser un punto de límite de una sucesión de perfiles de estrategia totalmente mezclados y creencias asociadas sensibles, en el sentido directo. 

## Relación con otros refinamientos de equilibrio
El equilibrio secuencial es un refinamiento del equilibrio perfecto en subjuegos y del equilibrio bayesiano perfecto. El mismo es una forma refinada del Equilibrio perfecto de mano temblorosa y del equilibrio propio. 